# La Verrerie
La Verrerie é uma comuna da Suíça, no Cantão Friburgo, com cerca de 930 habitantes. Estende-se por uma área de 13,42 km², de densidade populacional de 69 hab/km². Confina com as seguintes comunas: Le Flon, Saint-Martin, Sâles, Semsales, Vuisternens-devant-Romont.
A língua oficial nesta comuna é o Francês.